# Moviment de Resistència Nacional
El Moviment de Resistència Nacional (en suajili: Kitaifa Harakati za Upinzani, NRM), és un partit polític social-conservador d'Uganda, hegemònic des del 1986.

## Història
El NRM es va formar en el marc de la guerra civil ugandesa (1981-1986) com un moviment d'alliberament que impulsava la guerra de guerrilles a través de l'Exèrcit de Resistència Nacional (NRA), el qual va aconseguir derrocar el govern el 1986. Després de consolidar el poder en una nova fase de la guerra civil (1986-1994), ha dominat la política del país des de llavors, acumulant múltiples denúncies per la restricció de drets civils, la persecució de l'oposició i l'autoritarisme, així com una profunda corrupció que va arribar al punt de provocar un escàndol internacional amb la retirada d'ajudes per part de la Unió Europea.
Després del referèndum de 2005, on es va retornar al sistema multipartidista, el NRM ha resultat guanyador en totes les eleccions celebrades al país.

## Resultats electorals

### Eleccions presidencials
| Any  | Candidat        | Vots      | %      | Resultat |
| ---- | --------------- | --------- | ------ | -------- |
| 1996 | Yoweri Museveni | 4,428,119 | 74.2%  | Electe   |
| 2001 | Yoweri Museveni | 5,123,360 | 69.33% | Electe   |
| 2006 | Yoweri Museveni | 4,109,449 | 59.26% | Electe   |
| 2011 | Yoweri Museveni | 5,428,369 | 68.38% | Electe   |
| 2016 | Yoweri Museveni | 5,971,872 | 60.62% | Electe   |
| 2021 | Yoweri Museveni | 5,851,037 | 58.64% | Electe   |

### Eleccions legislatives
| Any  | Líder           | Vots           | %              | Vots      | %      | Escons    | +/– | Pos. | Govern       |
| Any  | Líder           | Circumscripció | Circumscripció | Dones     | Dones  | Escons    | +/– | Pos. | Govern       |
| ---- | --------------- | -------------- | -------------- | --------- | ------ | --------- | --- | ---- | ------------ |
| 1996 | Yoweri Museveni |                |                |           |        | 156 / 276 | Nou | 1r   | Majoria      |
| 2001 | Yoweri Museveni |                |                |           |        | 214 / 295 | 58  | =    | Supermajoria |
| 2006 | Yoweri Museveni |                |                |           |        | 213 / 319 | 1   | =    | Supermajoria |
| 2011 | Yoweri Museveni | 3,883,209      | 49.22%         | 3,803,608 | 51.56% | 263 / 375 | 50  | =    | Supermajoria |
| 2016 | Yoweri Museveni | 3,945,000      | 48.88%         | 3,566,617 | 48.95% | 293 / 426 | 30  | =    | Supermajoria |
| 2021 | Yoweri Museveni | 4,158,934      | 41.60%         | 4,532,117 | 44.62% | 336 / 529 | 43  | =    | Majoria      |